# 晋北自治政府
晋北自治政府（しんほく/じんべいじちせいふ、中国語: 晋北自治政府; 拼音: Jìnběi zìzhì zhèngfŭ）は、1937年（昭和12年）の設立から1939年（昭和14年）の蒙古聯合自治政府への完全な合併まで山西省北部に存在した、蒙疆地域の行政的に独立した日本の傀儡政権。1937年7月からの日中戦争時の占領地域には自治政府が設立された。1937年9月のチャハル作戦後、日本軍の支配が山西省北部にまで拡大し、晋北自治政府と山西省東部の察南自治政府が設立され、この地域におけるより正式な支配が確立された。
蒙古聯盟自治政府は当初、晋北自治政府、察南自治政府、蒙古聯盟自治政府の影響力のある人物の会議である蒙疆聯合委員会を通じて、晋北自治政府に対して監督と指導の役割を果たしただけであった。やがて蒙古聯盟自治政府の形成を通じて行政上の自治を失い、最終的には自治政府内の行政区分である大同省へと改変された。

## 背景
日本が日中戦争に突入した後、日中戦争での（期待された）勝利のため、日本の計画が準備され、実行され始めた。これらの計画の中で、特に戦争の初期には、中国を多くの小さな緩衝国に分割し、すべて日本の影響下に置くことによって中国を管理することが含まれていた。1938年までに、満州国と蒙古聯盟自治政府のより主要な傀儡国家のほかにも、複数の小さな日本と提携した政府が中国全土に存在した。当時新設された日本の傀儡政府には、冀東防共自治政府、上海市大道政府、察南自治政府、そして晋北自治政府もあった。

## 設立
1937年（昭和12年）9月13日の朝、大同市の中心部が日本軍に占領され、当面の間、軍事管制下に置かれた。その後まもなく、大同市商工会議所会長の王永奎、中学校教師、会計士などの有力者が日本人を迎え入れ、彼ら自身は占領にほとんど抵抗しなかった。その後、9月20日に大同に晋北治安維持会が設立され、この地域の協力政府の基盤が確立された。当初これを指揮したのは、当時の蒙古聯盟自治政府の首都張家口から日本軍によって連れてこられた陳玉明であった。陳の下で晋北治安維持会は大同市の防衛のため、日本軍と協力して大同市の市民150人からなる民兵部隊を編成した。しかし、陳による大同の管理は10月に全地域の統治体制が再編されたことにより、短命に終わった。
10月、日本軍は大同で「山西省に自治をもたらす」ことを目的とした会議を開催した。千人以上が参加したこの会議で、晋北治安維持会の行政能力は他のさまざまな行政機関に移行されることとなり、大同を首都とする山西省北部の自治国家の設立計画が日本軍によって実行に移される。
1937年10月15日、晋北自治政府が正式に発足した。

## 統治
国際関係に関しては、晋北自治政府はどの主権国家からも承認されていなかった。日本でさえ晋北自治政府を国家として正式に承認していなかったが、蒙古聯盟自治政府と隣接する察南自治政府は承認されていた。蒙古聯盟、晋北、察南の三国は、張家口に本拠を置く蒙疆連合委員会が三国の政策を指示する（ただし、その政策の実施または作成はしない）ことで結ばれていた。しかし、蒙古聯盟自治政府は蒙疆聯合委員会の内部ではるかに大きな影響力を行使し、他の2つの自治政府は、時間の経過とともに蒙古聯盟自治政府への依存と統合を強めていった。蒙疆聯合委員会で晋北自治政府を代表したのは、中華民国支配下の山西省の政治家である夏恭であった。
晋北自治政府を日本の利益に沿うようにするため、国家統治の他のすべての役職の上に最高顧問という役職が設けられた。この役職には、かつて満州国の地方行政に携わっていた日本人官員である前島昇が就任した。
晋北自治政府自体は、最高顧問である前島升の管理下にある複数の部門から構成されていた。

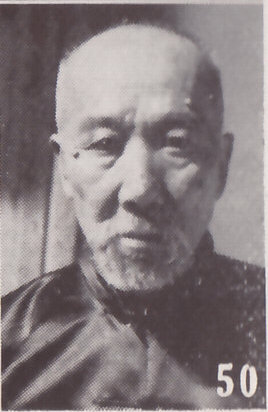
晋北自治政府を代表する蒙疆聯合委員会の最高委員である夏恭

### 晋北自治政府の構造

#### 顧問および主要人物
- 最高顧問：前島昇
  - 蒙疆聯合委員会の最高評議会メンバー: 夏恭
    - 蒙疆聯合委員会のメンバー: 馬永奎、遅偉庭、古希尭、文画君（後に王守信に交代）

  - 政府顧問：大羽政章
  - 最高顧問代弁者：大羽政章

#### 主な部署
- 民生庁:
  - 庁長：呂登瀛→田汝弼
  - 顧問：岩崎継生
- 財政庁:
  - 庁長：崔效騫
  - 顧問：橋本乙次
- 警務庁:
  - 庁長：森一郎[11]

## 経済

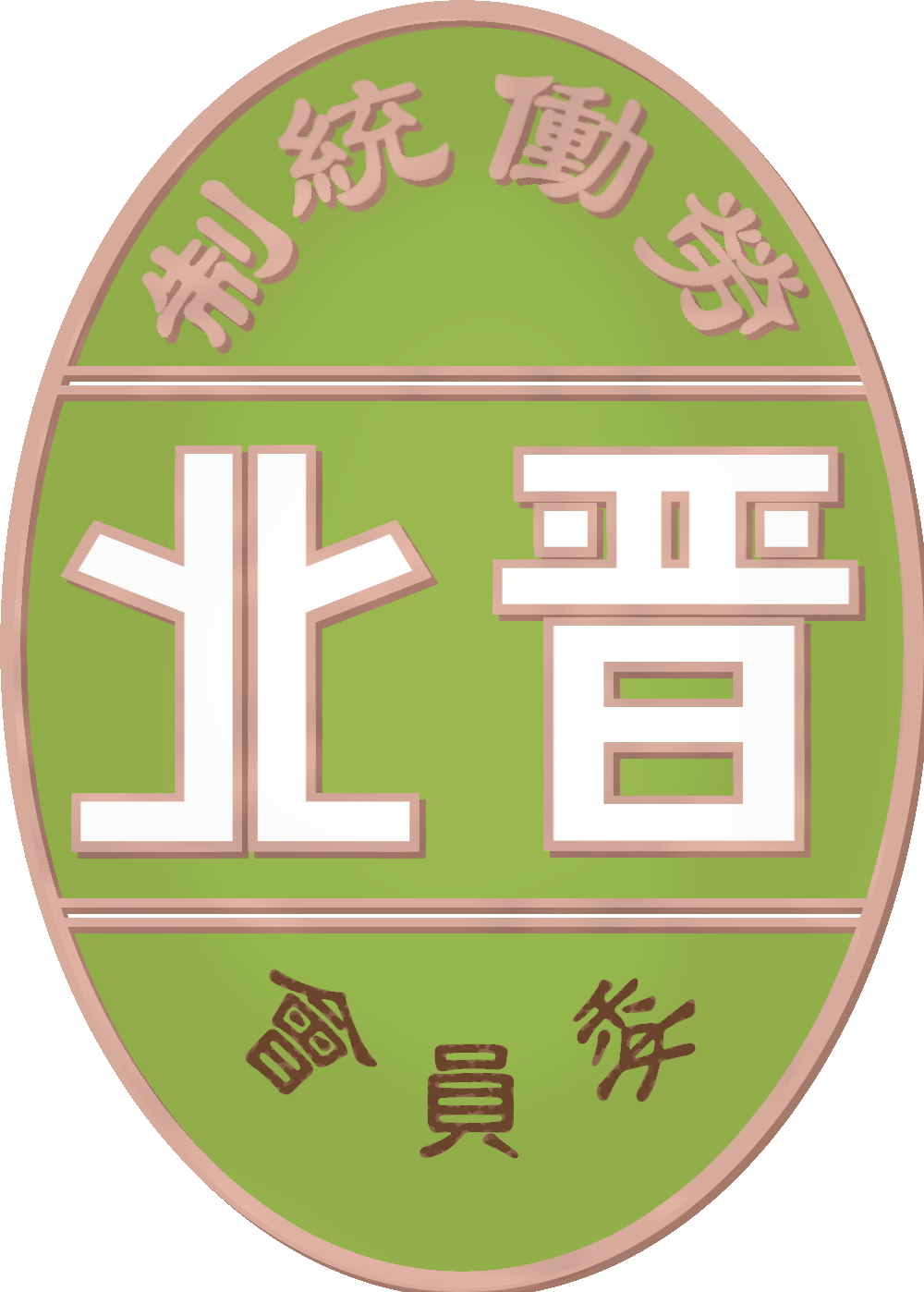
晋北労働統制委員会のロゴ

晋北の地域には、首都大同の南に膨大な石炭鉱床が埋蔵されており、これらの資源の埋蔵量は、蒙古などの他の自治政府に比べて晋北自治政府の規模が小さいにもかかわらず、日本の支配下にある晋北の経済基盤を形成するのに貢献することになる。日本による国家の監督とその経済的な理由から、晋北の石炭の多くは日本の戦争努力に流用された。『東洋経済新報社』の『The ORIENTAL ECONOMIST』は次のように述べている。
政治経済事業の一切は、満州国の文官等から転勤した官吏の手に委ねられている
この発言を裏付けるように、満州国からの経験者の移動とともに、満州国の組織制度が晋北および蒙古の他の地域でも実施されるようになった。これらの新しい組織の代表格は晋北労働統制委員会（中国語: 晋北勞働統制委員會; 拼音: Jìnběi láodòng tǒngzhì wěiyuánhuì）で、1939年5月29日に設立された。それまで満州国では、日本の戦時体制を支えるため、日本の組織が日本の国外でも労働力と人員を担っていた。満州国でのこれらの事業は非常に成功し、戦争捕虜や中国や他の民族の人々を強制労働に従事させ、同時に大日本帝国陸軍により多くの日本人の労働力を提供する例を作ることとなった。
深刻な労働力不足と石炭生産からの乏しい利益を理由に、8,000人の中国人労働者が1939年半ばまでに炭鉱作業に押し込まれた。中国人労働者8,000人は1,000人ごとのグループに分けられ、各グループは3か月のシフト制で働かされた。晋北労働統制委員会は自治政府にとって貴重な組織となり、石炭販売による利益を長年にわたるトンあたり15銭の税金を引き上げるのではなく、大同鉱山の労働者のケアに使うお金を減らすことで、より多くの石炭を採掘するだけでよいことになった。

### 通貨
晋北自治政府では単一の法定通貨が存在しなかった。その代わり、日本、蒙疆、中華民国、察南、そして晋北の銀行の通貨が併用されていた。晋北の大きな銀行のほとんどは独自の銀行券を製造し、それらの銀行券は公式の場で使用されていた。非常に多くの通貨が流通したため、晋北の政府印は税務書類などの政府の書類でよく見られる。ただし、政府の税務書類でも、察南自治政府の通貨など他州の通貨で決済されるものもある。

### 国立銀行
晋北最大の銀行は1919年（大正8年）に設立された山西省銀行であった。銀行の1940年（昭和15年）の資本金は1,200万元で、前年の石炭産業全体から得られる国家収益の5倍であった。この他、晋北の主要銀行には山西・綏遠地方鉄道銀行（資本金1,000万元）、隋巴農民銀行（資本金60万元）、山西省塩銀行（資本金200万元）などがあった。

## 蒙古聯合自治政府への合併
その後、晋北自治政府と蒙古聯盟自治政府との関係はますます緊密になり、察南自治政府とともに3つの州が合併し、1939年（昭和14年）9月1日、蒙古聯合自治政府が形成された。晋北自治政府は自治行政を失い、蒙古聯合自治政府の直轄となった。その後も晋北政庁としてある程度の自治権を維持していたが、1943年（昭和18年）に大同省に改編されると、これも失われることとなった。

## 画像

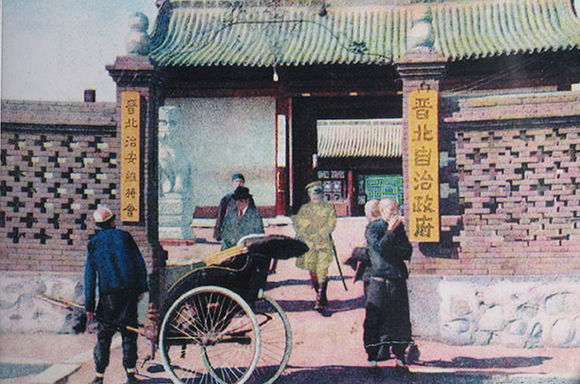
晋北自治政府庁舎の入り口
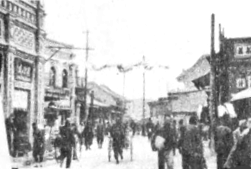
日本軍占領下の大同の街並み
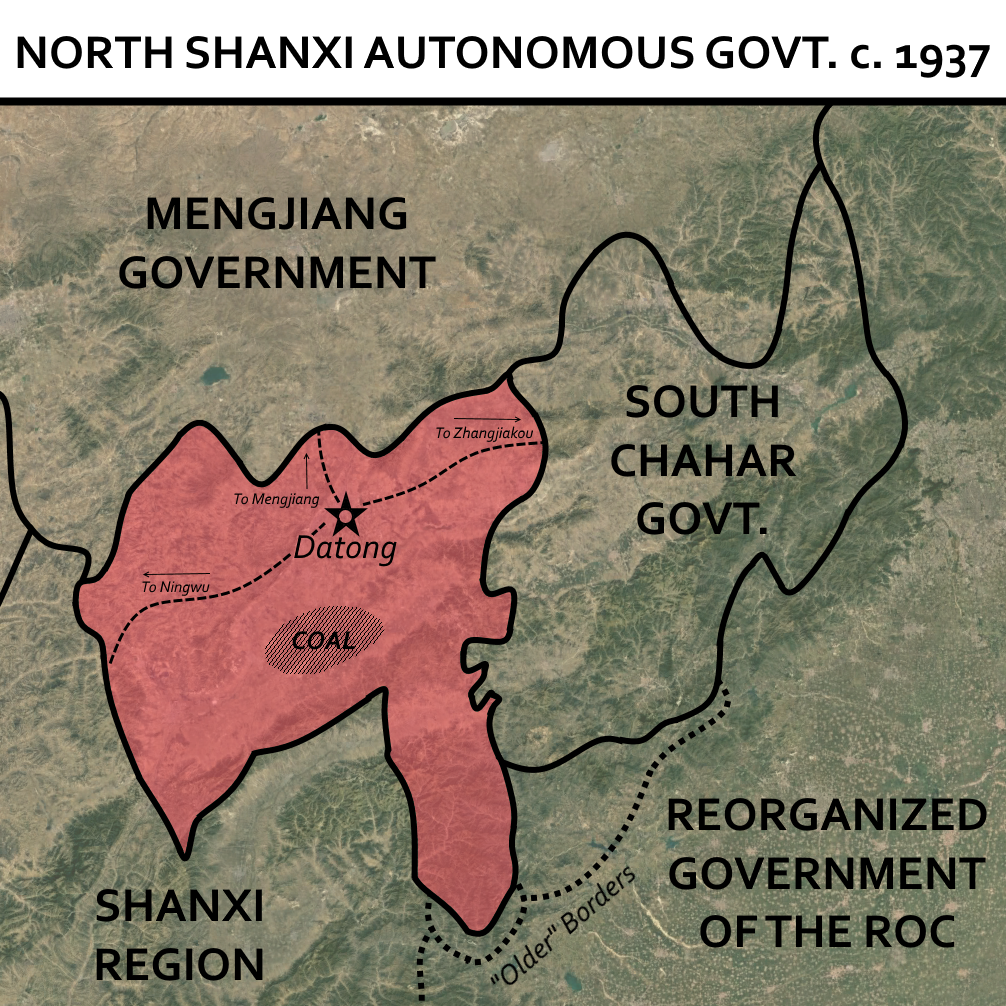
察南自治政府など、他州に隣接する位置を強調した州地図
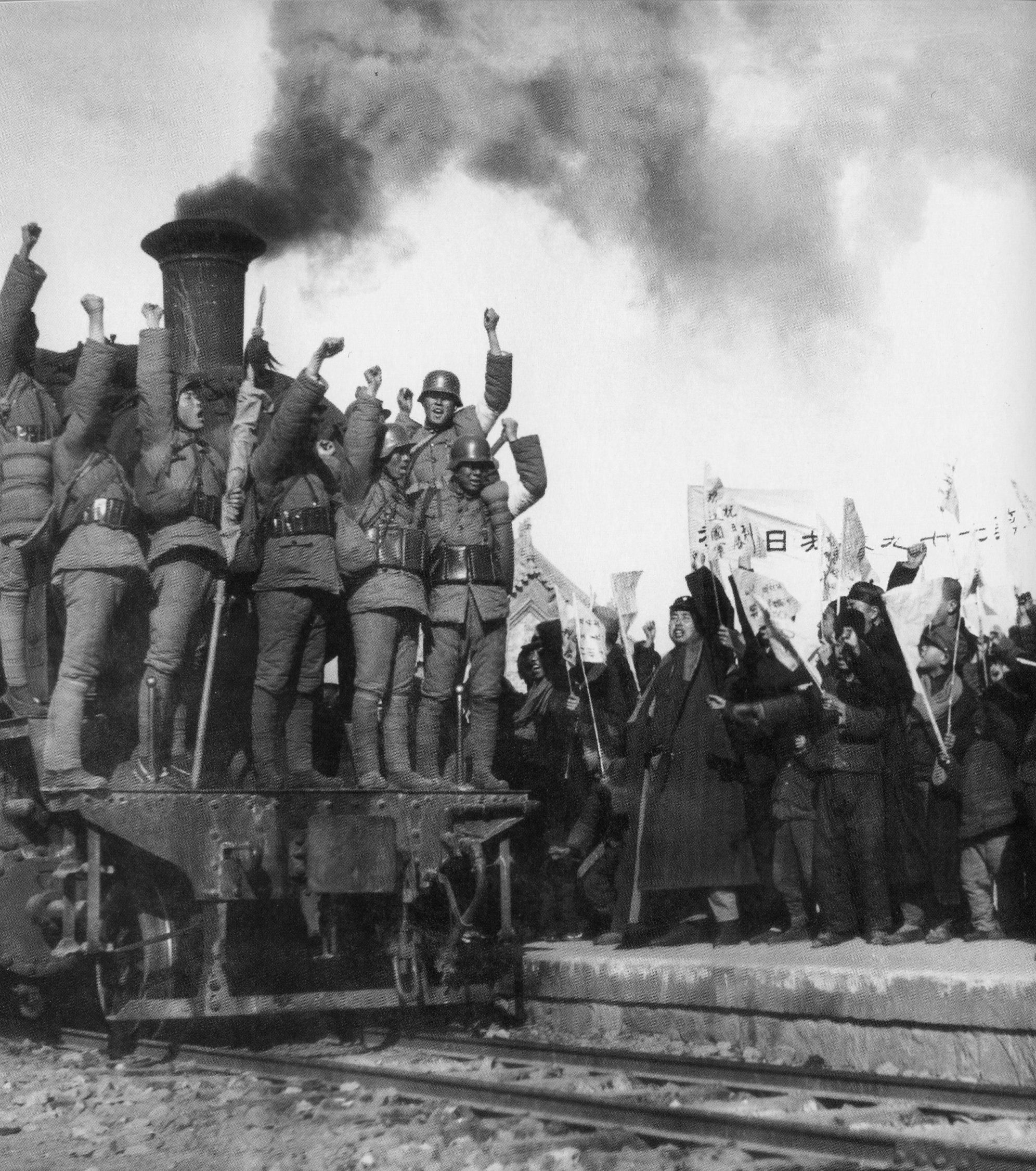
晋北自治政府が発足した1937年10月の山西省にいた中国兵
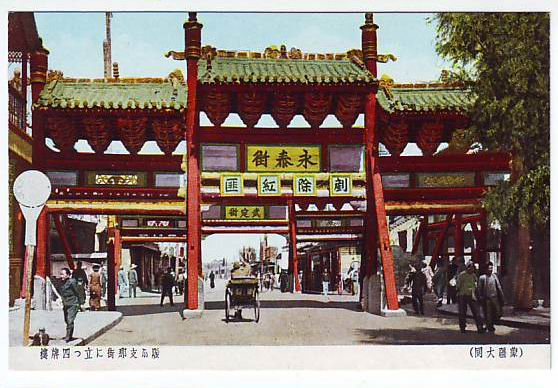
日本軍占領下の大同の門を描いた絵葉書